# امیلیانو گونزالس ناورو
امیلیانو گونزالس ناورو (انگلیسی: Emiliano González Navero؛ زاده ۱۶ ژوئن ۱۸۶۱ – درگذشته ۱۸ اکتبر ۱۹۳۴) وکیل، و سیاستمدار اهل پاراگوئه بود. وی سه بار در سال‌های ۱۹۰۸–۱۹۱۰، ۱۹۱۲ و از ۱۹۳۱–۱۹۳۲ رئیس‌جمهور این کشور بود.
امیلیانو گونزالس ناورو در ۱۸ اکتبر ۱۹۳۴، در سن ۷۳ سالگی در ایالات متحده آمریکا درگذشت.